# Spoorlijn Axvall - Skövde
De Spoorlijn Axvall - Skovde (Zweeds: Skövde - Axvalls Järnväg) (afgekort: SAJ) was een spoorlijn en tevens een spoorwegonderneming in Zweden gelegen provincie Västra Götalands län.

## Geschiedenis
Wanneer Västra stambanan in de jaren 1850 Skaraborgs län bereikte waren er belangrijke verschuivingen in het van vracht- en passagiersvervoer. De steden die niet aan de Västra stambanan kwamen te liggen waren snel genoodzaakt om aansluitende trajecten aan te leggen.
De concessie voor het traject tussen Skövde en Axvall werd op 22 december 1898 verstrekt. Op 29 juni 1899 werd de Skövde - Axvalls järnvägsaktiebolag (SAJ) opgericht.
In het voorjaar van 1902 werd begonnen met de werkzaamheden.
Intussen sloot de SAJ in januari 1903 een overeenstemming met de Statens Järnvägar (SJ) over de voorwaarden voor het gebruik van het SJ station in Skövde.
De SAJ sloot in januari 1904 een overeenstemming met de LSSJ over de voorwaarden van het gebruik van het station in Axvall.
Het traject werd op 26 maart 1904 geopend
In de nabijheid van Gullhögens waren kalk molens in gebruik die van hun kant de wens hadden om een doorgaande verbinding met het traject van de Västra stambanan naar Skövde aan te leggen.
De onderhandelingen begonnen in 1918 met het resultaat dat de SAJ het traject van 1560 meter naar Skövde zou uitrusten met een derde rail die het mogelijk maakte om goederenvervoer met normaalspoor materieel tussen Skövde en Gullhögens mogelijk te maken. Het traject werd op 10 juli 1919 in gebruik genomen.
Het traject tussen Skövde en Axvall werd voor personenvervoer en voor goederenvervoer op 1 september 1961 gesloten. Het goederenvervoer met normaalspoor materieel tussen Skövde en Gullhögens is nog niet opgeheven.

## Aansluitingen
In de volgende plaatsen was of is er een aansluiting van de volgende spoorwegmaatschappijen:

### Skövde
- Västra stambanan spoorlijn tussen Stockholm C en Göteborg C
- Skövde - Axvalls Järnväg (SAJ) spoorlijn tussen Skövde en Axvall
- Statsbanan Skövde - Karlsborg spoorlijn tussen Skövde en Karlsborg

## Bron
- Historiskt om Svenska Järnvägar
- Jarnvag.net